# Obrzezanie Pańskie
Obrzezanie Pańskie – wydarzenie opisane w Nowym Testamencie w Ewangelii Łukasza, święto chrześcijańskie.
Jezus został obrzezany osiem dni po urodzeniu; nadano mu wówczas także imię. 

Gdy nadszedł dzień ósmy i należało obrzezać Dziecię, nadano Mu imię Jezus, którym Je nazwał anioł, zanim się poczęło w łonie [Matki].

Na pamiątkę tego wydarzenia w Kościele katolickim 1 stycznia obchodzi się Uroczystość Bożej Rodzicielki Maryi. W rycie rzymskim nadal obchodzone jest tego dnia święto Obrzezania Pańskiego, podobnie jak w Kościele anglikańskim – jako Uroczystość Imienia Jezus, która do dziś obchodzona jest w wielu Kościołach protestanckich.
Ponieważ rok liturgiczny w Kościele prawosławnym opiera się na kalendarzu juliańskim, prawosławne święto Obrzezania Pańskiego wypada obecnie 14 stycznia współczesnego kalendarza gregoriańskiego.

Obrzezanie Pańskie w malarstwie
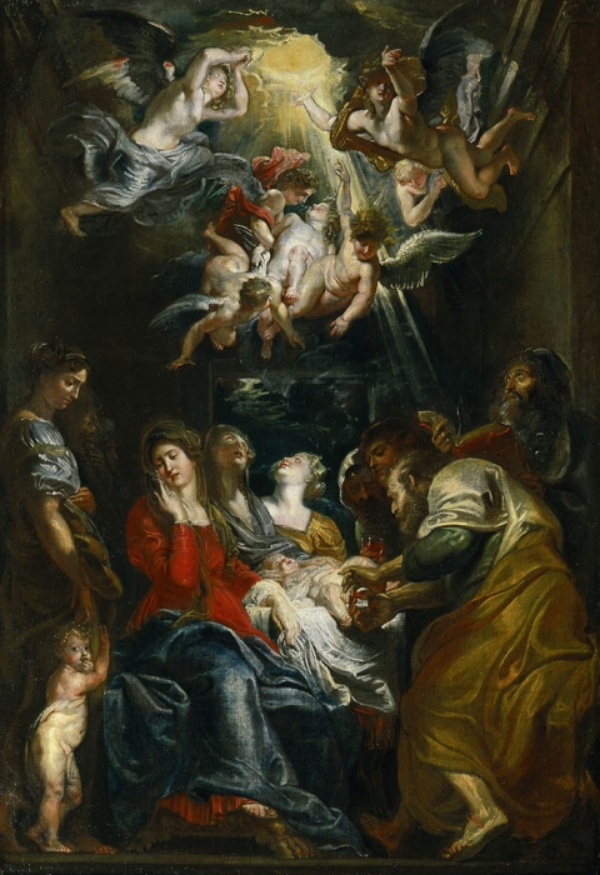
Rubens, 1605
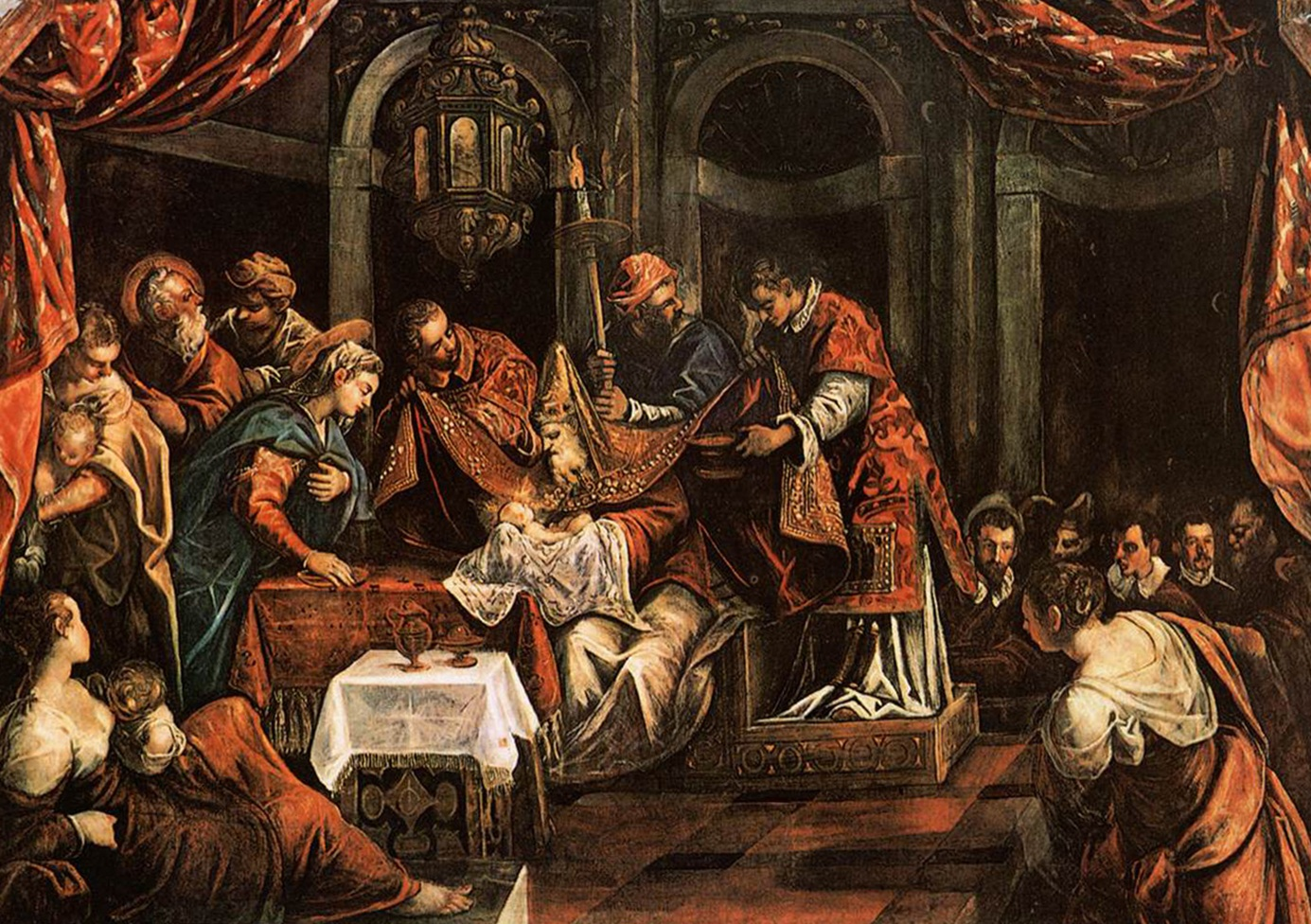
Tintoretto
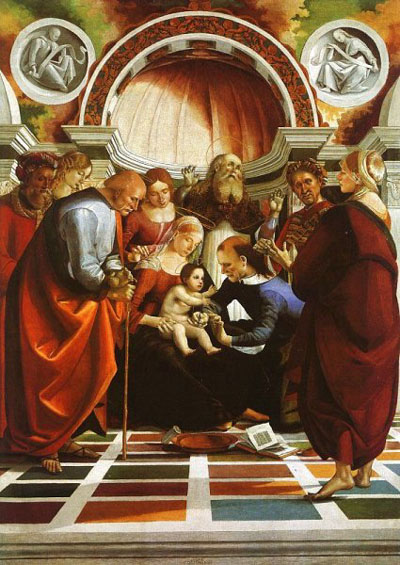
Luca Signorelli, Obrzezanie Jezusa, ok. 1491